# Епархия Кампу-Майора
 Епархия Кампу-Майора  (лат. Dioecesis Campi Maioris) — епархия Римско-Католической церкви с центром в городе Кампу-Майор, Бразилия. Епархия Кампу-Майора входит в митрополию Терезины. Кафедральным собором епархии Кампу-Майора является церковь святого Антония Падуанского.

## История
12 июня 1975 года Римский папа Павел VI выпустил буллу «Tametsi munus Ecclesiae», которой учредил епархию Кампу-Майора, выделив её из архиепархии Терезины и епархии Парнаибы.

## Ординарии епархии
- епископ Abel Alonso Núñez (24.03.1976 — 2.02.2000);
- епископ Eduardo Zielski (2.02.2000 — по настоящее время).

## Источник
- Annuario Pontificio, Libreria Editrice Vaticana, Città del Vaticano, 2003, ISBN 88-209-7422-3
- Булла Tametsi munus, AAS 68 (1976), p. 305  (лат.)